# Rösjön (Askersunds socken, Närke, 651802-143769)
Rösjön är en sjö i Askersunds kommun i Närke och ingår i Motala ströms huvudavrinningsområde. Sjön är 16 meter djup, har en yta på 0,389 kvadratkilometer och befinner sig 138,4 meter över havet. Vid provfiske har abborre, gädda och mört fångats i sjön.

## Delavrinningsområde
Rösjön ingår i det delavrinningsområde (651797-143735) som SMHI kallar för Mynnar i Aspaån. Medelhöjden är 158 meter över havet och ytan är 11,31 kvadratkilometer. Räknas de 3 avrinningsområdena uppströms in blir den ackumulerade arean 21,78 kvadratkilometer. Vattendraget som avvattnar avrinningsområdet har biflödesordning 4, vilket innebär att vattnet flödar genom totalt 4 vattendrag innan det når havet efter 157 kilometer. Avrinningsområdet består mestadels av skog (81 procent). Avrinningsområdet har 1,08 kvadratkilometer vattenytor vilket ger det en sjöprocent på 4,6 procent.